# Nina Zacharova
Nina Vasiljevna Ljoebovinkina (Russisch: Нина Васильевна Любовинкина; geboortenaam: Захарова; Zacharova) (Moskou, 29 november 1931) was een basketbalspeler in de Sovjet-Unie. Ze werd Meester in de sport in 1953.

## Carrière als speler
Zacharova speelde haar gehele carrière van 1952 tot 1961 voor Dinamo Moskou. Met die club won ze drie keer het Landskampioenschap van de Sovjet-Unie in 1953, 1957 en 1958. In 1951 en 1954 werd ze tweede. Ook werd ze twee keer derde om het landskampioenschap van de Sovjet-Unie in 1952 en 1955. Ze won met dat team ook de USSR Cup in 1953. In 1959 verloor ze met Dinamo onder leiding van coach Vasili Kolpakov de finale om de FIBA Women's European Champions Cup, (voorloper van de EuroLeague Women), van Slavia Sofia uit Bulgarije met 40-63 en 44-34. In 1956 won ze het landskampioenschap van de Sovjet-Unie met de RSFSR Moskou. In 1961 stopte ze met basketballen.

## Erelijst (speler)
- Landskampioen Sovjet-Unie: 4
  - Winnaar: 1953, 1956, 1957, 1958
  - Tweede: 1951, 1954
  - Derde: 1952, 1955
- Bekerwinnaar Sovjet-Unie: 1
  - Winnaar: 1953
  - Runner-up: 1951
- FIBA Women's European Champions Cup:
  - Runner-up: 1959